# Juan Manuel Herbella
Juan Manuel Herbella Torres Nieto (Buenos Aires, Argentina, 3 de mayo de 1978) es un exfutbolista, docente universitario en la UBA, periodista y médico argentino. Como jugador se desempeñaba como defensor y formó parte de los planteles profesionales de:
Vélez Sarsfield, Ferro, Unión Atlético Maracaibo, Gimnasia de Jujuy, Godoy Cruz, Argentinos Juniors, Barcelona, Internacional, Quilmes, Colón y Nueva Chicago.

## Trayectoria
Inició su carrera como profesional en el Club Atlético Vélez Sarsfield, donde también realizó las divisiones menores. La particularidad de este jugador es que mientras realizaba su carrera deportiva finalizó sus estudios universitarios obteniendo el título de médico en la Universidad de Buenos Aires, recibiendo por este motivo el apodo de "El Doctor". Autor del libro "Futboloscopía" donde cuenta las vivencias de un jugador de fútbol durante un campeonato, y del libro "El último pase" en donde muestra una mirada muy íntima del fútbol argentino de hoy. Finalizó su carrera como futbolista profesional el 11 de junio de 2011, como jugador de Ferro.

## Clubes
| Club                        | País      | Año       |
| --------------------------- | --------- | --------- |
| Vélez Sarsfield             | Argentina | 1998-2000 |
| Nueva Chicago               | Argentina | 2000-2002 |
| Colón                       | Argentina | 2002-2003 |
| Quilmes                     | Argentina | 2003-2004 |
| Internacional               | Brasil    | 2004      |
| Barcelona                   | Ecuador   | 2005      |
| Argentinos Juniors          | Argentina | 2005-2006 |
| Godoy Cruz                  | Argentina | 2006-2007 |
| Gimnasia y Esgrima de Jujuy | Argentina | 2007-2008 |
| UA Maracaibo                | Venezuela | 2008      |
| Quilmes                     | Argentina | 2009-2010 |
| Ferro Carril Oeste          | Argentina | 2010-2011 |

## Televisión
- Participó del programa que conduce Guido Kaczka, Los 8 escalones, donde ganó $10 mil pesos los cuales dono a la obra en Rosario de Lerma del padre Alejandro Pezet.
- En 2013 fue parte del programa Concentrados En Red por el canal DeporTV.
- Es comentarista en ESPN. Aparece como analista para los partidos de fútbol transmitidos por todos los canales de la cadena.